# Visoflex

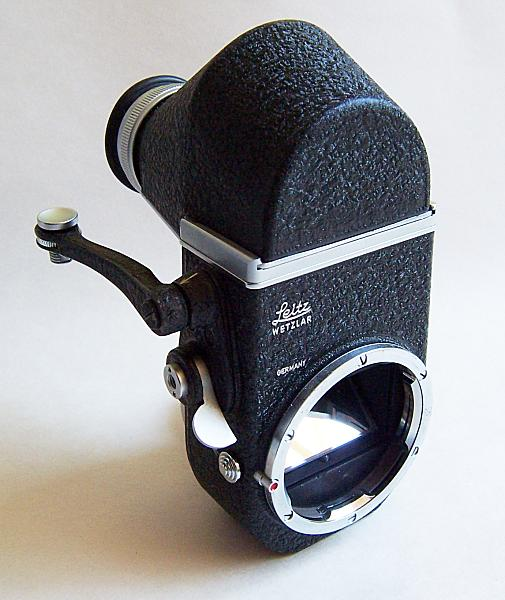
Spiegelkasten Visoflex II von 1960

Visoflex ist eine Markenbezeichnung der Firma Leica für Spiegelkästen, die an den Messsucherkameras von Leica angebracht werden können und die Verwendung dieser Kameras 
für Objektive im Nah- und Telebereich gestatten.

## Funktion

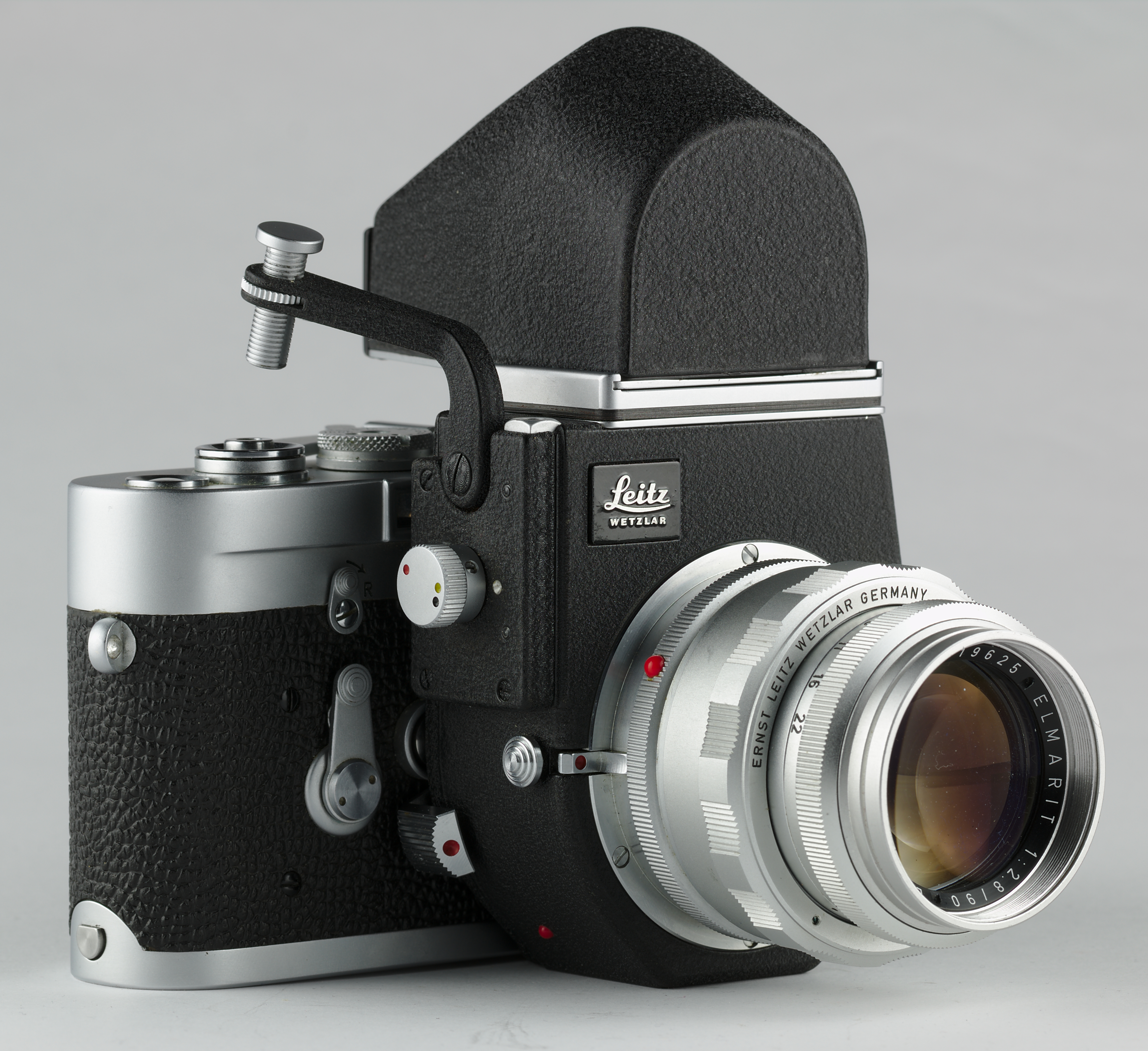
Leica M3 mit Visoflex III

Im Spiegelkasten befindet sich ein Spiegel, der wie bei Spiegelreflexkameras im Strahlengang des Objektivs angeordnet ist und das Bild auf eine darüber befindliche Sucherscheibe spiegelt. Vor der Aufnahme wird der Spiegel hochgeklappt, und die Kamera kann dann ausgelöst werden. Die ersten Leitz-Spiegelkästen und der Visoflex I wurden über einen Doppelauslöser betätigt, ab Visoflex II gibt es einen über dem Kameraauslöser angeordneten Auslöser, bei dessen Betätigung zuerst der Spiegel hochklappt und dann die Kamera ausgelöst wird. Das letzte Modell der Reihe, der Visoflex III, hatte einen Rückschwingspiegel.
Es gab Leitz-Objektive mit 65, 90, 135, 180, 200, 280, 400, 560 und 800 mm Brennweite zur speziellen, direkten Verwendung am Visoflex. Über Adapter sind zahlreiche weitere Objektive bzw. Objektivköpfe auch von Fremdherstellern (Novoflex, Killfit, Steinheil und viele andere) verwendbar; ein äußerst vielseitiges System, das zum Teil auch an den aktuellen Digital-Leicas funktioniert.
Die Produktion wurde mit der zunehmenden Verbreitung der Leica Spiegelreflex-Kameras in den 1980er Jahren eingestellt.
Unter der Bezeichnung „Visoflex“ werden derzeit (2016) verschiedene elektronische Aufstecksucher für die digitale Leica M, die Leica X1 und die Leica T angeboten.

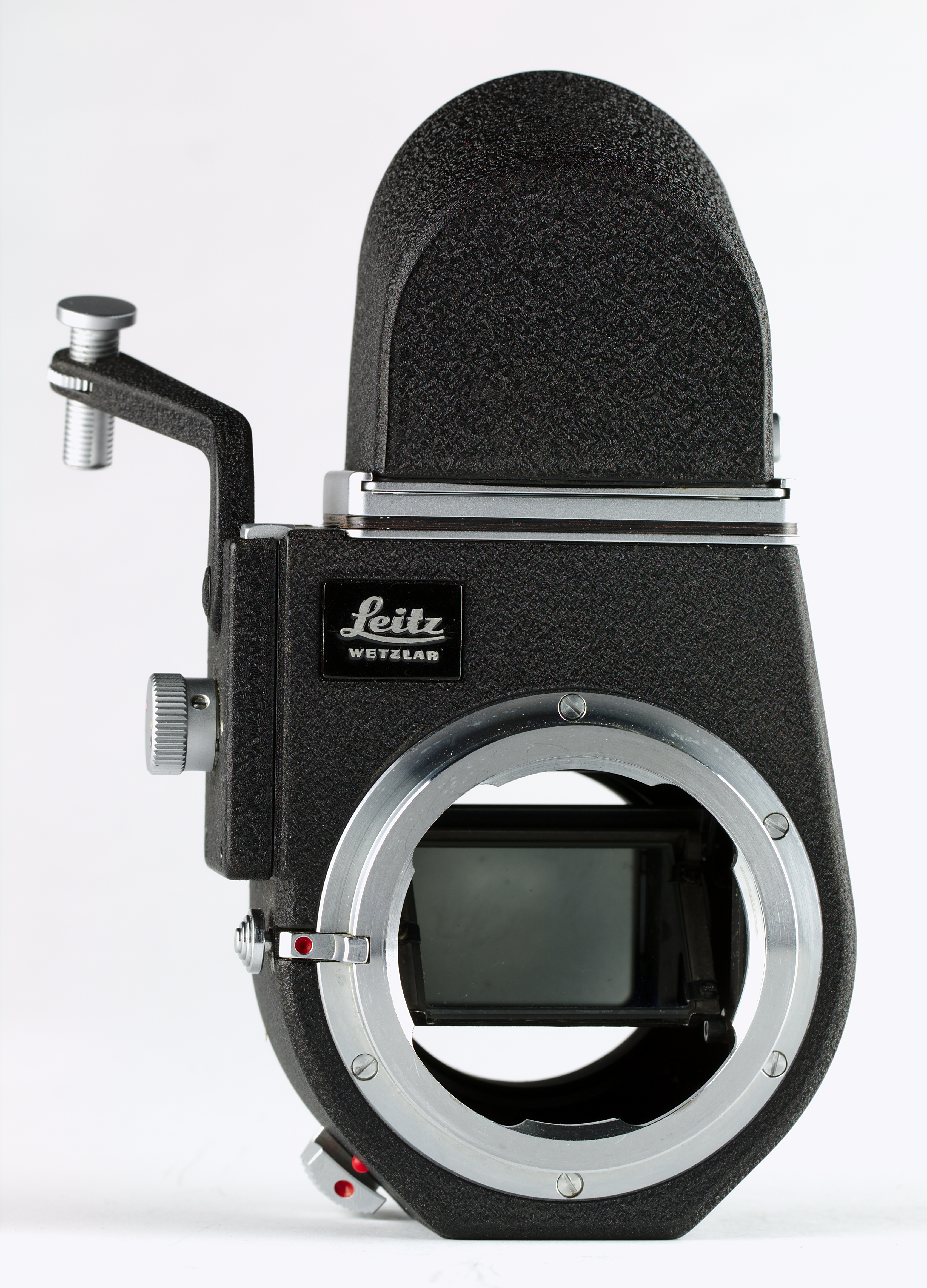
Leica Visoflex III
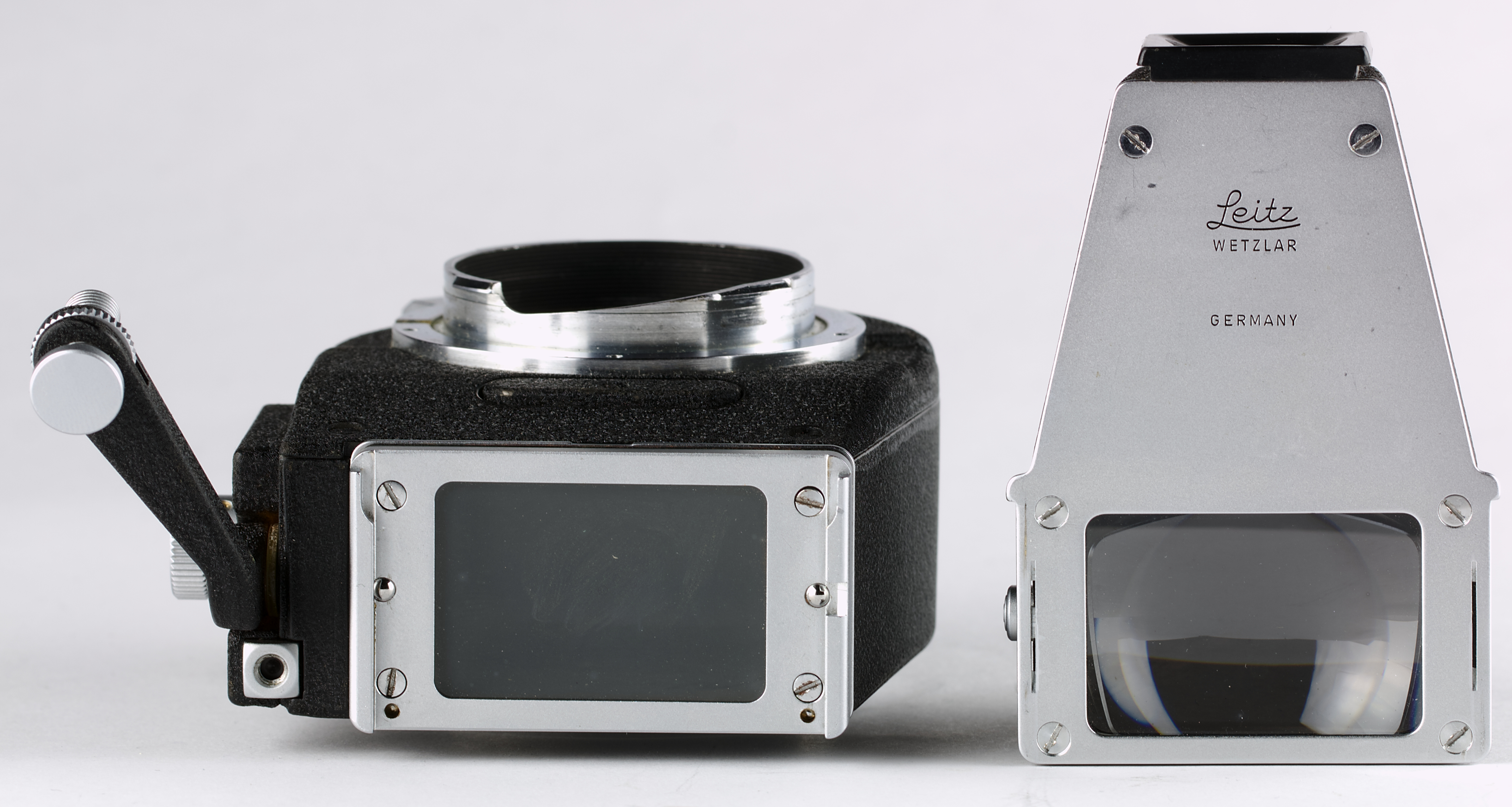
Leica Visoflex III - demontiert